# Qvirila
Qvirila (georgiska: ყვირილა) är ett vattendrag i Georgien. Det ligger i den centrala delen av landet, 180 km väster om huvudstaden Tbilisi. Qvirila mynnar som vänsterbiflod till Rioni i Vartsichereservoaren.